# Salix foetida
Saule fétide
Espèce
Statut de conservation UICN

 LC  : Préoccupation mineure
Salix foetida, le Saule fétide, est une espèce de plantes à fleurs de la famille des Salicaceae et du genre Salix. C'est un sous-arbrisseau. Ce petit saule qui ne dépasse pas 1,50 m de haut est spécifique des landes ouvertes, froides et humides des zones arctiques et alpines européennes, sibériennes et groenlandaises. Il se reconnaît à ses petites feuilles dont les dents sont surmontées de glandes de résine blanche.

## Description

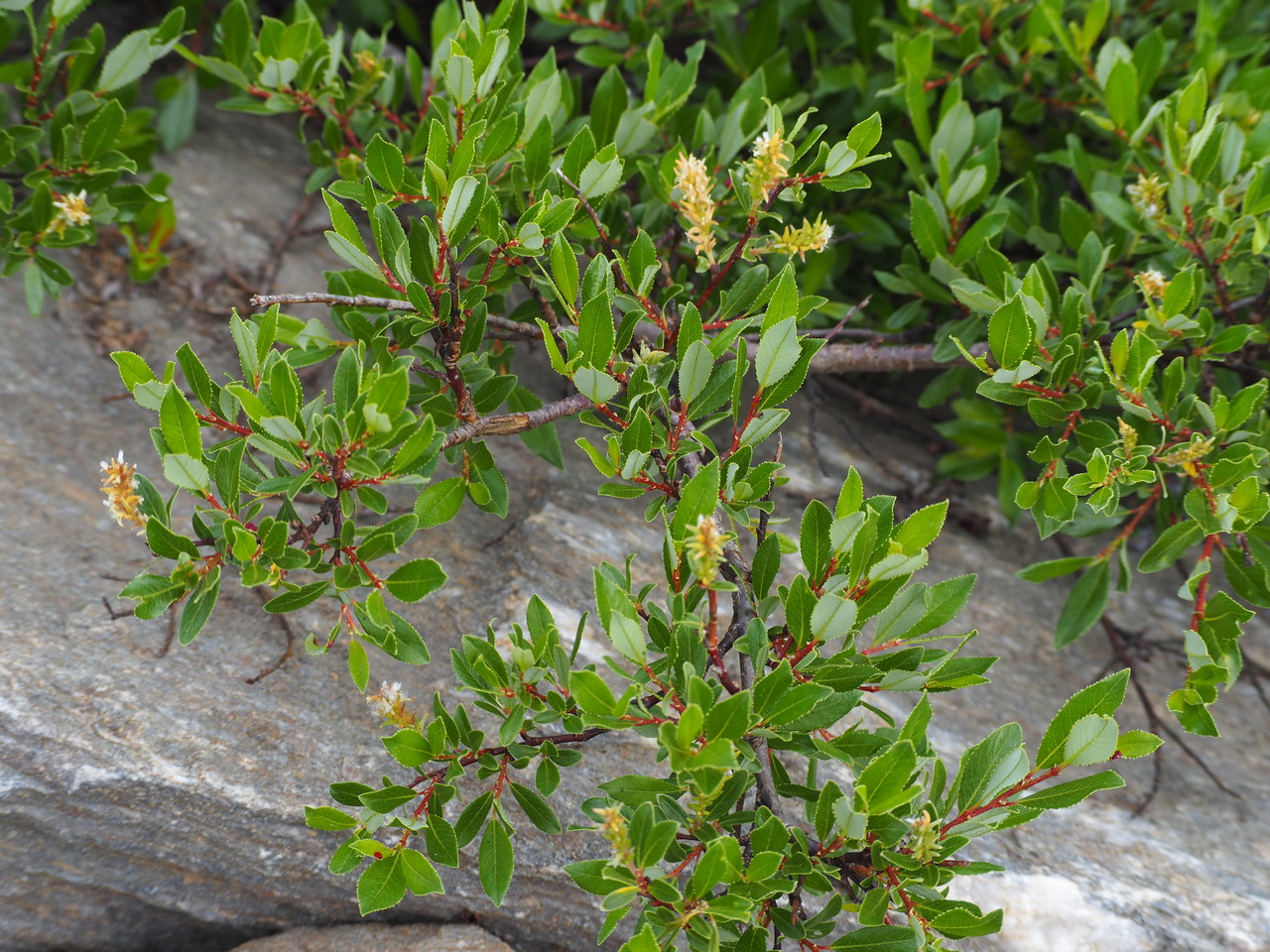
Saule fétide.

Le Saule fétide est un sous-arbrisseau mesurant de 30 cm à 150 cm de haut, couché, souvent tortueux et aux rameaux brun rougeâtre recourbés vers le haut en arc de cercle. Son bois est lisse et strié,,,,,. 
Ses petites feuilles qui mesurent tout au plus 4 cm de long, sont presque sessiles et alternes, ovales lancéolées, pointues, dentées et glanduleuses d'une résine blanche sur leur marge. Elles sont vertes et glabres sur leur face supérieure ; glauques et soyeuses puis glabres sur leur face inférieure. Elles sont marquées de 5 à 10 nervures,,,,,. 
Ses fleurs sont de petits chatons ne dépassant pas 2 cm de long et à la reproduction dioïque tardive. Les chatons mâles sont courts, presque sessiles et composés de deux étamines libres surmontées par des anthères rougeâtre à pourpre ; alors que les chatons femelles sont plus allongés, pédonculés et présentent des écailles velues, brunes ou ferrugineuses. Ils sont ornés d'un long style garni de deux stigmates jaunes,,,,,. 
Son fruit est une capsule atteignant 5 mm de long, pubescente, conique, presque sessile et au pédicelle plus court que la glande. La petite graine est munie d'un fin fil cotonneux,,,,,.
Le Saule fétide se reconnaît à ses feuilles luisantes dessus et mates en dessous, pourvues de dents surmontées de grosses glandes de résine blanche,.

Salix foetida, le Saule fétide.
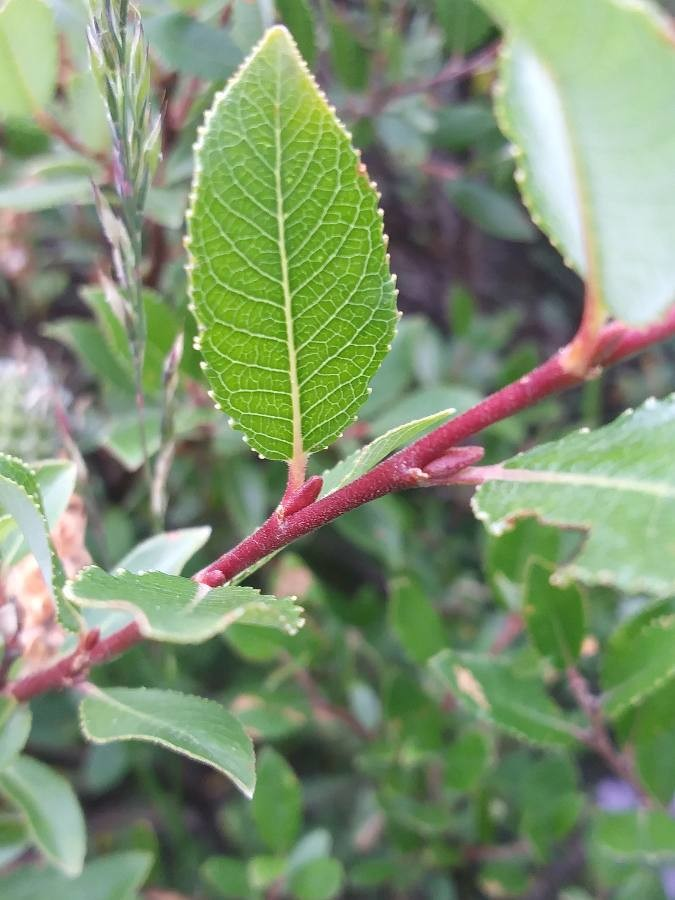
Feuille - recto.
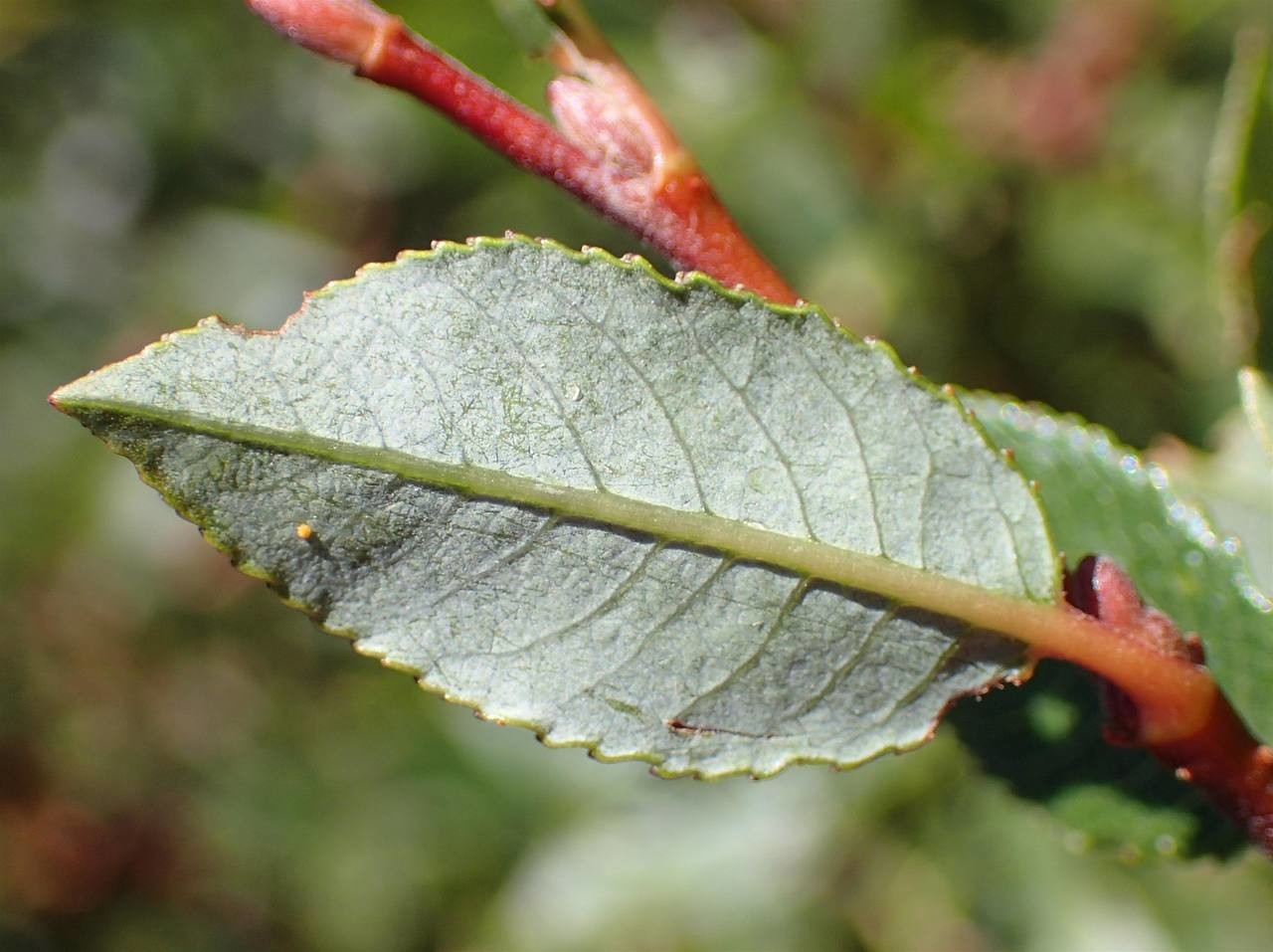
Feuille - verso.
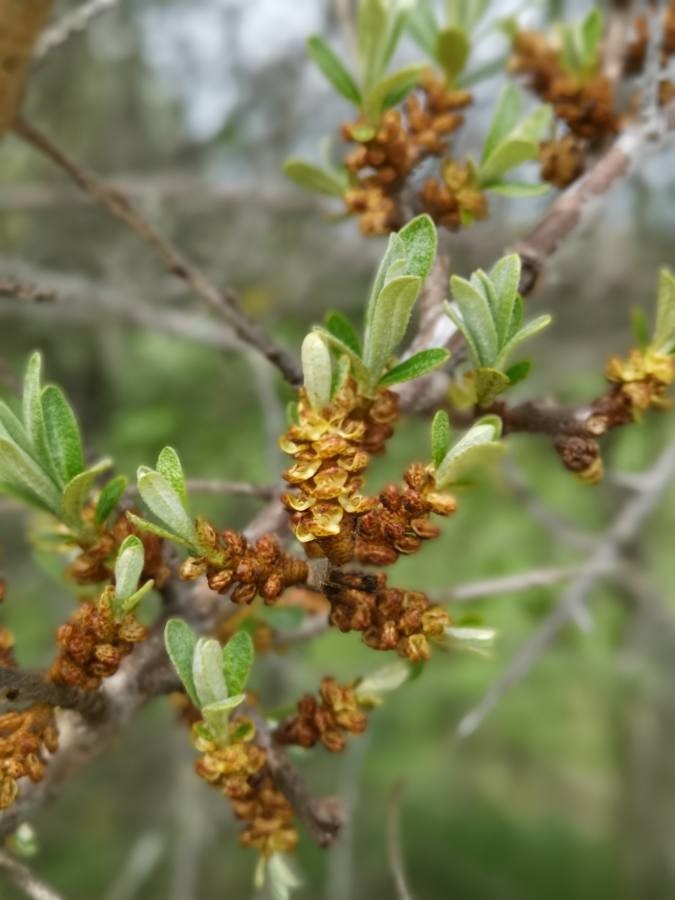
Jeunes feuilles et boutons floraux.
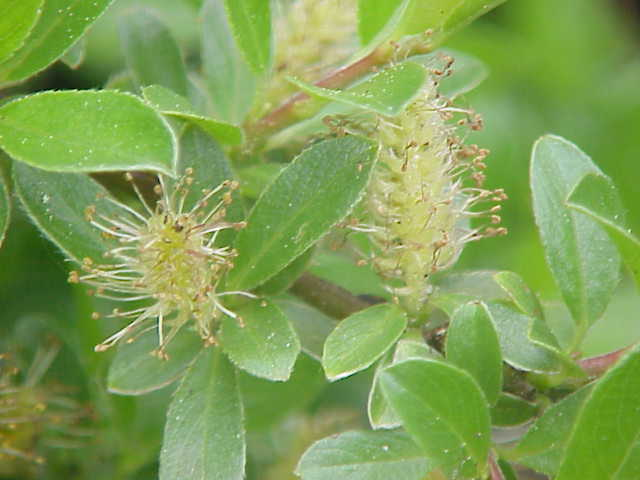
Chatons femelles.
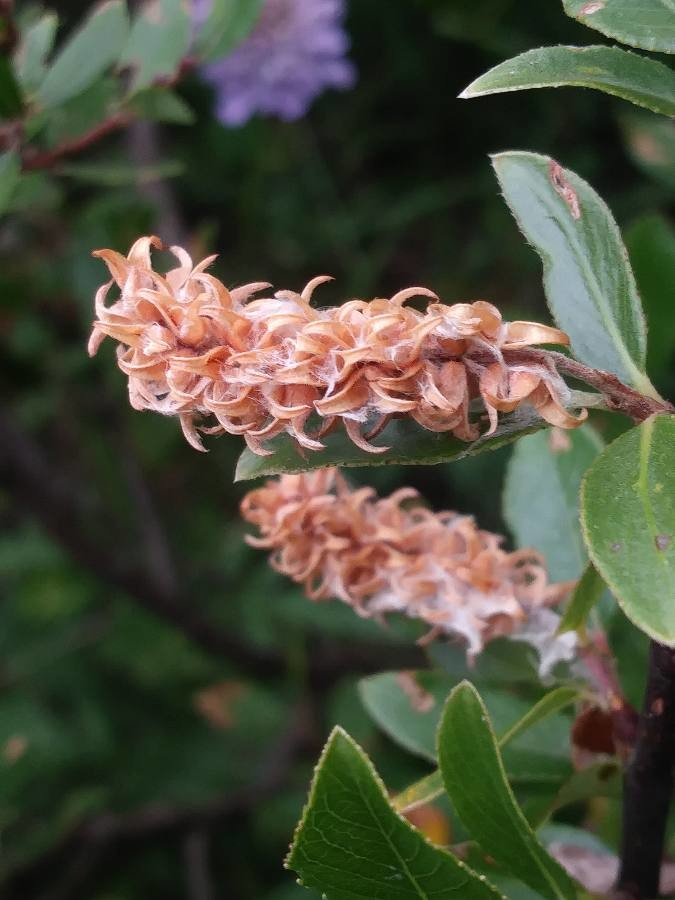
Capsules pubescentes.
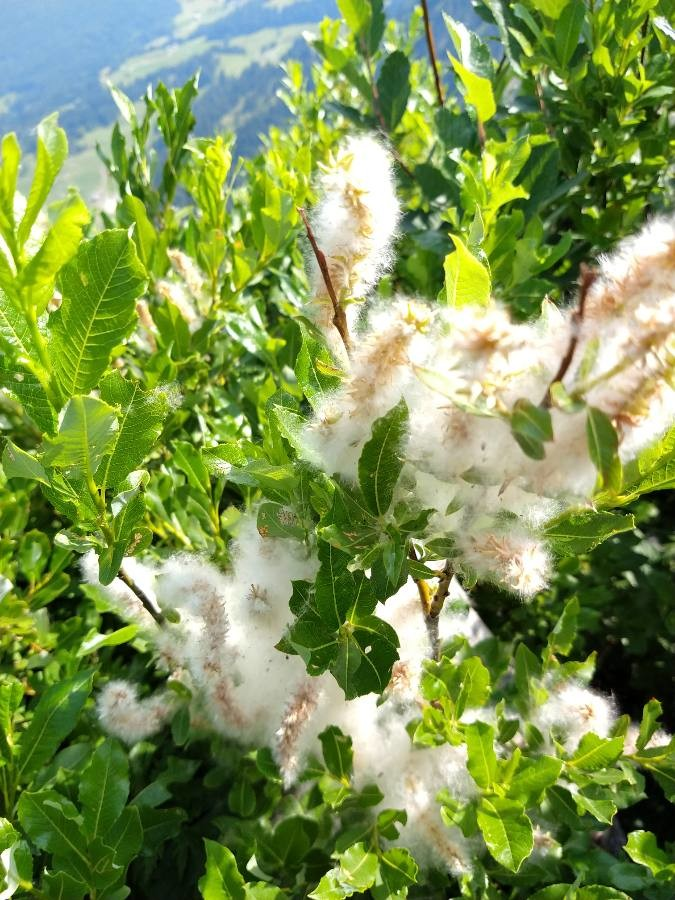
Développement des graines.

## Écologie, biologie et répartition
Le Saule fétide est une espèce arctico-alpine qui apprécie les pelouses et fourrés humides, voire marécageux ou tourbeux et les bords de torrents, souvent recouverts longuement d'un manteaux neigeux. C'est une espèce caractéristique de la Saulaie arbustive subalpine. Elle apprécie les lieux ensoleillés et froids, les sols acides pauvres en calcaire, argileux, mouillés et riches en matières organiques ainsi que la forte humidité atmosphérique. Dans les Alpes, elle est répertoriée au sein de l’étage montagnard et de l’étage subalpin, de 1400 à 2600 m d'altitude, où elle fleurit de juin à août,,,. 
Contrairement à de nombreux Saules, sa feuillaison et sa floraison sont simultanées. Sa reproduction est dioïque, sa pollinisation anémogame et la dissémination de ses fruits est anémochore,,. 
Salix foetida est une espèce Nord-paléarctique mentionnée en Europe centrale et boréale, dans le Caucase, en Sibérie et dans le Groenland. En France, elle est présente au sein des Alpes savoyardes (Haute-Savoie, Savoie), du Dauphiné (Isère), de la Provence (Hautes-Alpes, Alpes de Haute-Provence, Alpes maritimes) et des Pyrénées (Ariège, Hautes-Pyrénées),. En Suisse, cette espèce est essentiellement présente sur le versant Sud des Alpes.

## Phytoparasites
Quelques phytoparasites peuvent se rencontrer sur le Saule fétide, nombre d'entre eux étant communs au genre Salix. 
Scolioneura tirolensis est une espèce de Tenthrède dont la larve blanche produit une mine en se nourrissant des feuilles. D'autres Tenthrèdes, les Eura E. gemmafoetidae, E. foetidae, E. bridgmanii et  E. foetidatumida produisent des galles sur les chatons pour la première ou sur les feuilles pour les suivantes. Le chaton est gonflé et ferme, la base du pédoncule ayant une piqûre bien visible. Quant aux feuilles, elles sont ornées de taches elliptiques, dures, épaissies et parfois rougissantes pour les deux espèces suivantes. Quant à la dernière, elle produit des globules vert jaunâtre de la taille d'un pois pendant de la face inférieure de la feuille. 
Une espèce de Cécidomyie, Rabdophaga dubiosa, provoque également une galle sur les jeunes branches de l'année précédente. Il s'agit d'un gonflement en forme de poire ou de fuseau composé de plusieurs chambres contenant chacune une petite larve jaune ou orange. 
Deux espèces de Psylles du genre Cacopsylla, C. nigrita et C. pulchra, se nourrissent aussi des feuilles : de petites piqûres sont visibles sur le verso, chacune abritant une larve aplatie, provoquant en cas d'infestation importante, un enroulement des feuilles les plus jeunes. 
Enfin, une espèce de champignon de l'ordre des Pucciniales, Melampsora ribesii-epitea, provoque une rouille sur les feuilles qui se traduit par de petites taches jaunâtres puis brunâtres.

## Synonymie
Selon GBIF, Tropicos et INPN :
- Salix alpestris Wulfen
- Salix alpestris Wulfen ex Willd.
- Salix arbuscula var. prunifolia (Sm.) Turcz.
- Salix carinata Sm.
- Salix coruscans Jacq.
- Salix formosa Willd.
- Salix fruticulosa A.Kern.
- Salix glauca Willd.
- Salix glaucescens Moench
- Salix hosteana Willd.
- Salix intermedia Thomas
- Salix intermedia Thomas ex Andersson
- Salix myrtilloides Vill.
- Salix prunifolia Sm.
- Salix pulchella Host
- Salix thymelaeoides Schleich.
- Salix thymelaeoides Schleich. ex Ser.
- Salix vacciniifolia Sm.
- Salix venulosa Sm.